# Ostana
Ostana (okcitánul: Oustano) település Olaszországban, Piemont régióban, Cuneo megyében. Lakosainak száma 85 fő (2023. január 1.). Ostana Oncino, Paesana, Bagnolo Piemonte, Barge és Crissolo községekkel határos.

## Népesség
A település lakossága az elmúlt években az alábbi módon változott:
| Lakosok száma | 81   | 81   | 85   |
|               | 2017 | 2018 | 2023 |